# ホレイショ・パーカー
ホレイショ・パーカー（Horatio Parker, 1863年9月15日 - 1919年12月18日）はアメリカ合衆国の作曲家・音楽教師。アーサー・フットと並んで、第2次ニューイングランド楽派の中では最も伝統墨守の態度をとり続けた。

## 経歴
1863年、マサチューセッツ州オーバンデイル（Auburndale）生まれ。アメリカで初期の音楽教育をチャドウィックなどに学んだ後、その紹介状を携えて1880年代に渡欧、ミュンヘンでヨーゼフ・ラインベルガーに師事した。この時期早くも最初の主要な作品を書き、交響曲や劇的カンタータで受賞している。バイエルン人女性と結婚。アメリカに帰国後、主にニューヨーク市で教師、オルガニスト、合唱指導者の順に仕事に就いた。1893年にエール大学教授に就任、終生この地位にあった。
パーカーは、ラテン語のオラトリオ「最後の審判Hora novissima」の作曲家として以外はほとんど忘れられているが、ドイツ保守派の伝統を汲む多作で辣腕の作曲家であり、2つのオペラや歌曲、オルガン曲、舞台音楽、おびただしい数の管弦楽伴奏の合唱曲を作曲した。「最後の審判」は、父親と幼い息子の相次ぐ死に衝撃を受けて作曲された哀悼音楽であり、アメリカだけでなく、イギリスにおいても好評を博したが、エルガーには斥けられた。存命中は、非常に高度な作曲様式に通じた職人的芸術家として、アメリカで最高の作曲家と見なされていた。多数の歌曲と合唱曲、ピアノ曲のほか、オペラ「モナ」、ニールセン風の発展的調性を取り入れた交響詩「北国のバラード」、「オルガンと弦楽合奏、打楽器のための協奏曲変ホ短調」などの作品がある。
もともとの虚弱体質に加えて、教会や大学での激務が祟ったことから1919年に急死。

## 評価・作風
19世紀後半において、コネチカット州ニューヘイブンの音楽界の中心人物であった。現在では、エール大学におけるアイヴズの恩師として記憶されるに留まるが、クインシー・ポーター、ウォルター・ピストン、ロジャー・セッションズ、ダグラス・ムーアなど、パーカー門下（およびその門人）で20世紀のアメリカ楽壇を担った人物は枚挙にいとまがない。
多忙の合間を縫って書かれた作品の多くは、いたって穏健な作風を示しており、恩師チャドウィックが、R.シュトラウスやダンディ、プッチーニやドビュッシーなどの影響を受け容れ、ブラームスやドヴォルザークからの脱却・前進を目指したのとは対照的に、パーカーはおおむねワーグナーまでのドイツ・ロマン派音楽の伝統の中にとどまっている。とりわけ1900年に前後する時期の作品では、メンデルスゾーンやブラームスの影響が顕著である。また、「最後の審判」に見られるように、パーカーは門弟アイヴズに先駆けて、好んで引用を行なったことから、研究者に注目されている。